# Gmina Šalovci
Šalovci – gmina w Słowenii. W 2002 roku liczyła 1718 mieszkańców.

## Miejscowości
Miejscowości wchodzące w skład gminy Šalovci:
- Budinci,
- Čepinci,
- Dolenci,
- Domanjševci,
- Markovci,
- Šalovci – siedziba gminy.